# Johan van Beverwijck
Johan van Beverwijck of Johannes Beverovicius (Dordrecht, 17 november 1594 – aldaar, 19 januari 1647) was een Nederlands arts en schrijver. Hij was een belezen, geleerd en verstandig man. Van Beverwijck interesseerde zich voor nieuwe ontwikkelingen en droeg met eigen experimenten bij aan de medische wetenschap. 

## Levensloop
Hij was een zoon van de lakenhandelaar Bartolomeus van Beverwijck en Maria Boot van Wesel, een verre nicht van de Brusselse anatoom Andreas Vesalius.
Op de Dordtse Latijnse School onderwees Vossius hem in de retorica.
Johan van Beverwijck studeerde in Leiden, Parijs, Montpellier en Padua, waar hij promoveerde. Rond 1618 vestigde hij zich in zijn thuisstad Dordrecht. Hij huwde op 1 april 1619 met de weduwe Anna van Duverden van Voort, en, na haar overlijden, op 2 december 1626 met Elizabeth de Backere uit Zierikzee, met wie hij zes kinderen kreeg.
In 1625 werd hij stadsheelmeester, in welke functie hij vooral van doen had met de bestrijding van de pest. Later werd hij ook lid van de vroedschap, schepen en in 1644 afgevaardigde van Dordrecht in de Staten van Holland. Hij was bevriend met vooraanstaande stadgenoten als Jacob de Witt en Jacob Cats.
Zijn Schat der gesontheyt (1636) en Schat der ongesontheyt (1642) golden destijds naast de Bijbel en de werken van Cats als de meest gelezen boeken. Zijn ervaringen die hij opdeed met operaties publiceerde hij in Steen-stuck (1638). Van Beverwijck verdedigde als eerste arts in de Nederlanden de nieuwe ideeën van de Engelse geneesheer William Harvey over de bloedsomloop. Hij drukte tevens zijn stempel op de Nederlandse taal door woorden als alvleesklier, endeldarm, sleutelbeen en slokdarm te bedenken.